# Pabna-Initiative
Die Pabna-Initiative, 1873 bis 1885 ausgehend vom gleichnamigen bengalischen Distrikt, war ein Kampf um die Sicherung von Besitzrechten an Grund und Boden für landwirtschaftliche Pächter (raiyat). Die Unruhen waren insofern von Bedeutung, als danach erstmals einfachen Bauern das Recht auf Versammlungs- und Vereinigungsfreiheit zugestanden wurde. Der Widerstand richtete sich nicht direkt gegen die britische Kolonialregierung, sondern gegen die Grundbesitzer, stellte damit eine Herausforderung der herrschenden Klassen dar und wurde von diesen aufs heftigste bekämpft. Die Bewegung hatte Vorbildfunktion für spätere gewaltfreie Aktionen während des Unabhängigkeitskampfes.

## Ursache
Der Distrikt Pabna war um 1870 vergleichsweise wohlhabend; zwei jährliche Ernten waren möglich sowie der Anbau der profitablen Jute. Großgrundbesitzer, die Zamindar, waren meist Hindus aus Kolkata, die als Ausbeuter gesehen wurden, in deren Abhängigkeit sich die Landpächter, meist Moslems, befanden.
Dem Raja von Nator hatte das Gebiet (Pargana) Yusufshahi mit 272 Gütern und 695 Dörfern gehört. Als er seinen Verpflichtungen gegenüber der Ostindischen Kompanie nicht mehr nachkam, wurde das Land bis 1815 an fünf neureiche Zamindar-Familien verkauft, die relativ willkürlich mit ihren Pächtern umgingen. Am übelsten sollen sich die Bannerjees und die Tagores aufgeführt haben. Erst der Act X von 1859 gestand den Bauern dauerhafte Besitzrechte zu, wenn sie ein bestimmtes Stück Land 12 Jahre bebaut hatten, und er gewährte in gewisser Weise Schutz vor Zwangsräumungen und willkürlichen Pachterhöhungen (S 22). Etwa 50 Prozent von ihnen war es gelungen, derartige Rechte zu erwerben. Als Gegenmaßnahme veränderten die Zamindar jedoch das Grundmaß der Landvermessung (1 bigha = 5x6 poles zu 14 cubit (Elle), 14 finger wobei ein cubit 23¾ Zoll hatte. Nach 1853 wurde das britische Maß von 18 Zoll/cubit angewandt), so dass gleich hohe Pacht auf die deutlich kleinere Grundeinheit gezahlt werden musste.

### Wirtschaftliche Lage
Die durchschnittliche Größe eines Kleinbauernhofes wird für 1873 auf 2 bis 3 Acres (1 Acre/4047 m²) geschätzt, was den Pächtern bei zwei Ernten ein Einkommen zwischen 12 und 58 Rupien pro Jahr ermöglichte, das aber durch die schlechten Preise der Zwischenhändler geschmälert wurde. Aufgrund der Veranlagung wären von 5772 Dörfern des Distrikts 314.500 Rupien Grundsteuer fällig gewesen, tatsächlich betrug im Finanzjahr 1871/72 die an die Provinzregierung abgeführte Grundsteuer des Distrikts mehr als das Doppelte. Für Land, das mit Reis oder Weizen bebaut wurde, waren für die Bauern allgemein 3 Rupien pro Acre an die Zamindar, denen im Rahmen des permanent settlement das Recht zum Einziehen der Grundsteuer zustand, fällig. Diesen verblieb somit ein immenser Profit. Seit 1793 waren für die Pächter die Abgaben um das Siebenfache gestiegen. Trotzdem versuchten die Grundbesitzer seit den 1860ern weitere Pachterhöhungen durchzusetzen, auch um der erhöhten Besteuerung durch die Kolonialmacht nachzukommen. Zu diesem Zweck wurden betrügerische Maßnahmen wie falsch vermessenes Land, Schlägertrupps und die Erfindung willkürlicher illegaler Abgaben (awab) eingesetzt.

## Verlauf
Der Distrikt war bereits 1859 bis 1861 eines der Zentren der Indigo-Unruhen gewesen. Die Pächter des Parganas Yusufshahi (im heutigen Distrikt Sirajganj) waren die ersten, die sich zu einem Hilfsverein (Agrarian League, genannt Bidrup) zusammenschlossen, der z. B. für Gerichtskosten sammelte und die Bauern auf Veranstaltungen über ihre Rechte informierte. Anstoß dazu war ein Gerichtsverfahren, das gegen 43 führende Pächter des Dorfes Urkandee zur Durchsetzung weiterer Pachterhöhungen angestrengt worden war.
Der Protest verlief im Wesentlichen im Rahmen der Gesetze und meist friedlich. Die Hauptforderungen waren: Landvermessung auf der Basis der Elle zu 23¾ Zoll, Senkung der Pacht auf das Niveau zur Zeit des Raja und Abschaffung der illegal geforderten Abgaben sowie schriftliche Bestätigung der erfüllten Forderungen.
Dies war jedoch genug, um heftigsten Widerstand der besitzenden Klasse hervorzurufen. Die British Indian Association mit ihrer Zeitung Hindoo Patriot stellte die Bewegung als kommunalistische Agitation dar. Der ältere Bruder von Rabindranath Tagore, Dwijendranath, der als Zamindar von entgangenen Einnahmen, durch verweigerte Abgabenleistung, betroffen war, forderte im Juli 1873 Ruhe und Ordnung durch drastischste Maßnahmen wiederherzustellen (App. A, S 151). Außer zur Verweigerung von Pachtzahlungen kam es nur in wenigen Fällen zu Ausschreitungen, diese waren im Wesentlichen auf den Zeitraum zwischen 15. Juni und 3. Juli beschränkt. Im Juli wurden größere Polizeieinheiten aus Bihar herbeigeführt, die jedoch die örtliche Sprache nicht verstanden. Etliche Beteiligte wurden 1873 wegen Plünderung, Hausfriedensbruch und unerlaubter Versammlung verurteilt. Insgesamt wurden 559 Personen verhaftet, davon bis Juni 1874 228 freigesprochen und 331 verurteilt. Die Verurteilungen führten meist zu Haftstrafen von 1 bis 6 Monaten, teilweise auch zu Geldstrafen, die mit Höhen bis zu 80 Rs. oft das Jahreseinkommen einer Familie überstiegen.
Ein junger irischer Beamter des Distrikts Sirajganj, P. Nolan, trug durch seine vorausschauende Einschätzung und den von ihm befürworteten Schutz der Kleinbauern zur Entschärfung der Situation bei. Anführer waren der Kleinbauer Ishan Chandra Roy, der Dorfvorsteher Shambhu Pal und Khoodi Moolah. Sie stellten eine Selbstverteidigungstruppe, die sich als Rebell Army bezeichnete, zum Schutz gegen die Schlägertrupps der Zamindar auf.
Die Bewegung ließ während der Hungersnot 1873/74 zunächst nach. In den Folgejahren lebte sie aber immer wieder auf, auch da durch die schleichende Abwertung der Silber-Rupie gegenüber dem Gold gedeckten Pfund die Kosten stiegen, und sich die Lebensbedingungen der bäuerlichen Mittelschicht, die das Land oft weiterverpachtete, verschlechterte.
Schon am 4. Juli 1873 hatte der Lieutenant-Governor von Bengalen, Sir George Campbell – nicht zu verwechseln mit George Douglas Campbell, 8. Duke of Argyll, der zur gleichen Zeit als Secretary of State for India und als Whig in gewisser Weise sein Gegenspieler war – zugesagt, die Bauern vor Erpressung zu schützen. Anfang 1879 wurde die Rent Law Commission gebildet, die im Juni einen Gesetzesvorschlag zur Änderung des Landpachtsystems, mit größerer Sicherheit für die Pächter vorlegte. Nach intensivem Lobbying der Zamidars wurde am 11. März 1885 eine stark verwässerte Version beschlossen, die am 1. November in Kraft trat.